# Anna Magnani
Anna Magnani (Roma, 7 de março de 1908 — Roma, 26 de setembro de 1973) foi uma atriz italiana. Uma das maiores de seu tempo, Magnani premiada com o Oscar de Melhor Atriz pela Academia de Hollywood e considerada por seus pares como o maior talento da interpretação dramática desde Eleonora Duse.

## Biografia
Anna Magnani trabalhou com os mais importantes diretores de cinema italiano e era reconhecida internacionalmente por seu rosto expressivo, seu talento dramático e sua forte personalidade.
Começou a carreira ainda no cinema mudo mas teve seu primeiro papel importante em Teresa Venerdì em 1941, dirigida por Vittorio De Sica.
A consagração internacional viria com Roma, Cidade Aberta em 1945, dirigida por Roberto Rossellini por quem se apaixonaria e viveria um tumultuada história de amor, que terminou quando ele conheceu a também atriz Ingrid Bergman e a abandonou.
Ganhou o prêmio de melhor atriz no Festival de Veneza em 1947, e em 1955 ganhou o Oscar de melhor atriz por sua interpretação em A Rosa Tatuada, filme  baseado na obra de Tennessee Williams, em que interpretou uma viúva siciliana que morava nos Estados Unidos, em um típico bairro italiano, e que reverenciava neuroticamente a memória do marido.
Anna Magnani morreu vítima de um câncer de pâncreas.